# Кунашак (село)
Кунаша́к — село, адміністративний центр Кунашацький район Челябінської області Росії. Розташоване на півночі області, за 75 км на північ від Челябінська, у болотистій місцевості на берегах дрібних озер у південно-західній частині озера Кунашак (з'єднаного протокой з озером Уелгі), за 6 км від однойменної залізничної станції (сел. Лісовий).
 
Населення — 5993 жителя (2007). Згідно з переписом населення 1989 року, 78 % жителів села Кунашак — татари, 11 % — башкири і 9 % росіяни.
В Кунашацькій сільраді — 7640 жителів.
Засноване не пізніше 1736 (імовірно в 1725—1735 рр.) Як поселення на землях східних башкир. На картах 19-го і початку 20-го століття назва згадується у формах Куншак/Кунчак.

## Населення
| 1959 | 1970  | 1979  | 1989  | 2002  | 2010  |
| ---- | ----- | ----- | ----- | ----- | ----- |
| 4199 | ↗4832 | ↗5210 | ↗5703 | ↗5993 | ↗6296 |

## Відомі особистості
В поселенні народився:
- Іскандер Раміля Ріфівна (* 1977) — російська акторка.